# Trojanovice
Trojanovice är en ort i Tjeckien. Den ligger i den östra delen av landet, 280 km öster om huvudstaden Prag. Trojanovice ligger 505 meter över havet och antalet invånare är 2 114.
Terrängen runt Trojanovice är huvudsakligen kuperad, men norrut är den platt. Runt Trojanovice är det ganska tätbefolkat, med 62 invånare per kvadratkilometer. Närmaste större samhälle är Frýdek-Místek, 19,8 km norr om Trojanovice. I omgivningarna runt Trojanovice växer i huvudsak blandskog.